# Раздольный (Калмыкия)
Раздольный — посёлок в Черноземельском районе Калмыкии, в России. Входит в Ачинеровское сельское муниципальное образование.

## География
Посёлок расположен на Прикаспийской низменности, в 53 км к северо-востоку от села Ачинеры.

## История
Дата основания не установлена. На немецкой военной карте 1941 года обозначено как ферма № 2 совхоза "Улан-Хёёчи". На американской карте СССР 1950 года посёлок обозначен как Улан-Хёёчи. Под этим же названием посёлок отмечен на карте 1964 года. Под названием Раздольный впервые обозначен на карте 1984 года. К 1989 году население посёлка оставило порядка 460 человек.

## Население
| 2002 | 2010 |
| ---- | ---- |
| 186  | ↘155 |

Национальный состав
Согласно результатам переписи 2002 года калмыки составляли 33 % населения посёлка